# Equisetum ramosissimum
Equisetum ramosissimum là một loài dương xỉ trong họ Equisetaceae. Loài này được Desf. mô tả khoa học đầu tiên năm 1799.

## Hình ảnh

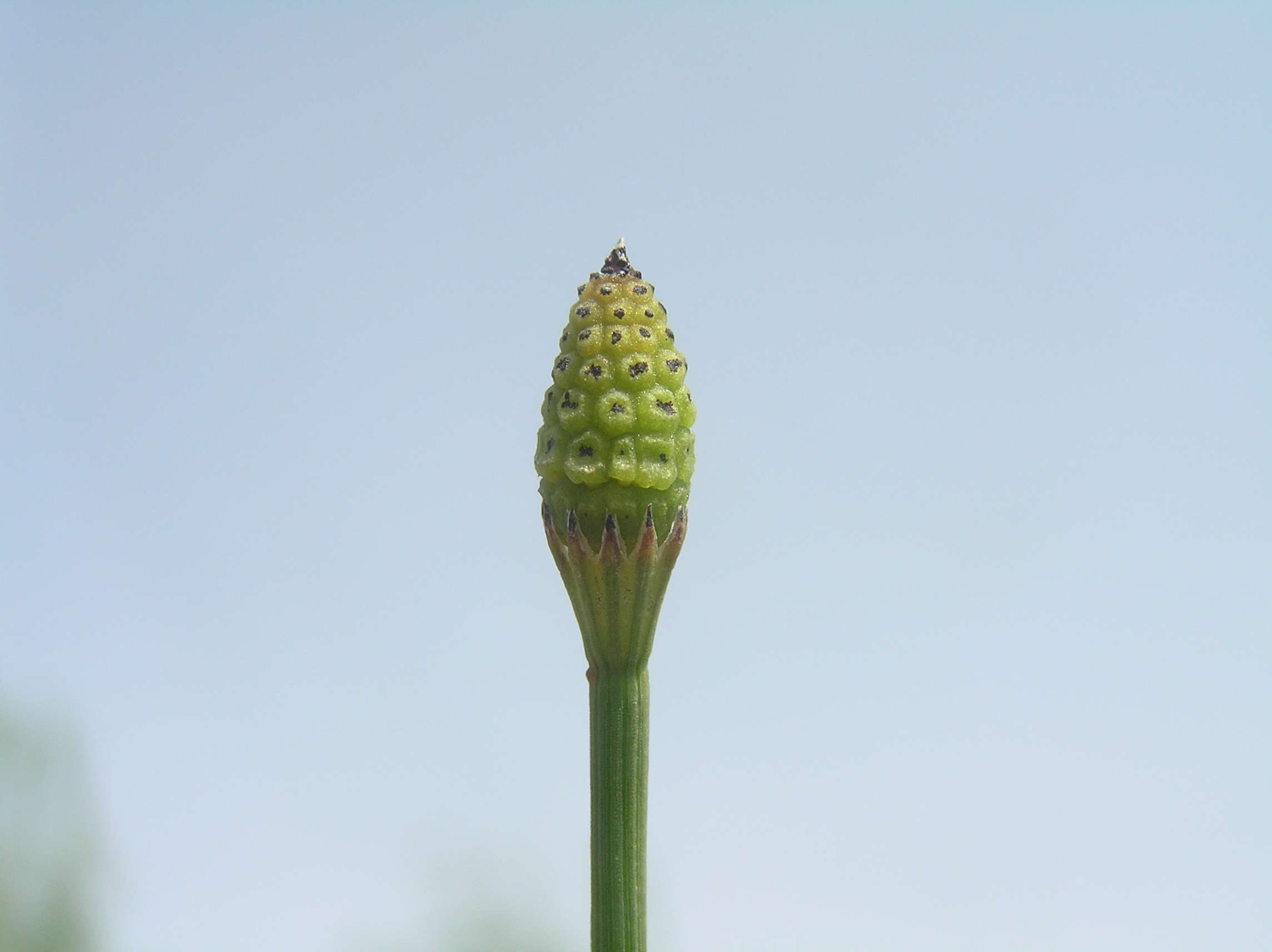
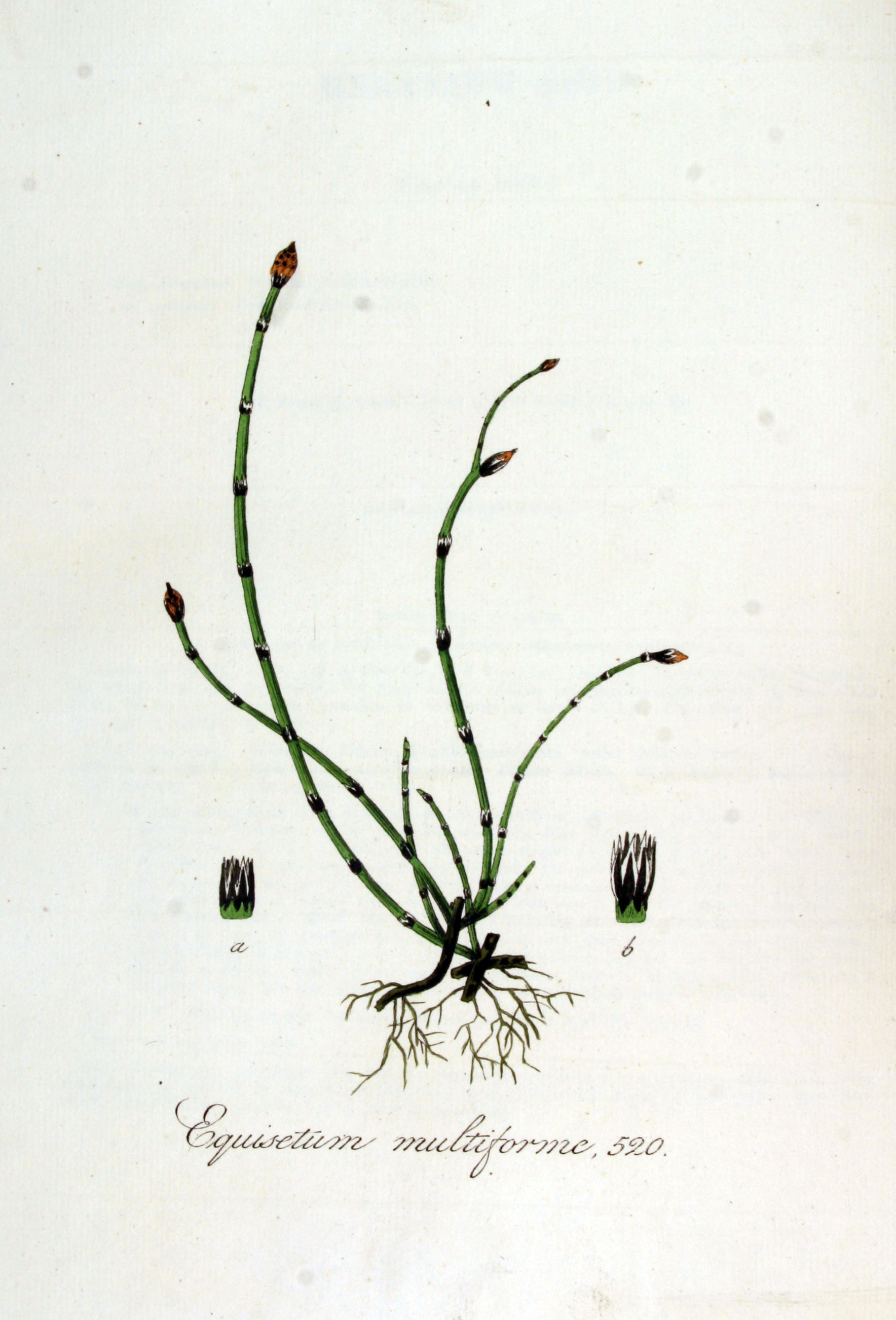
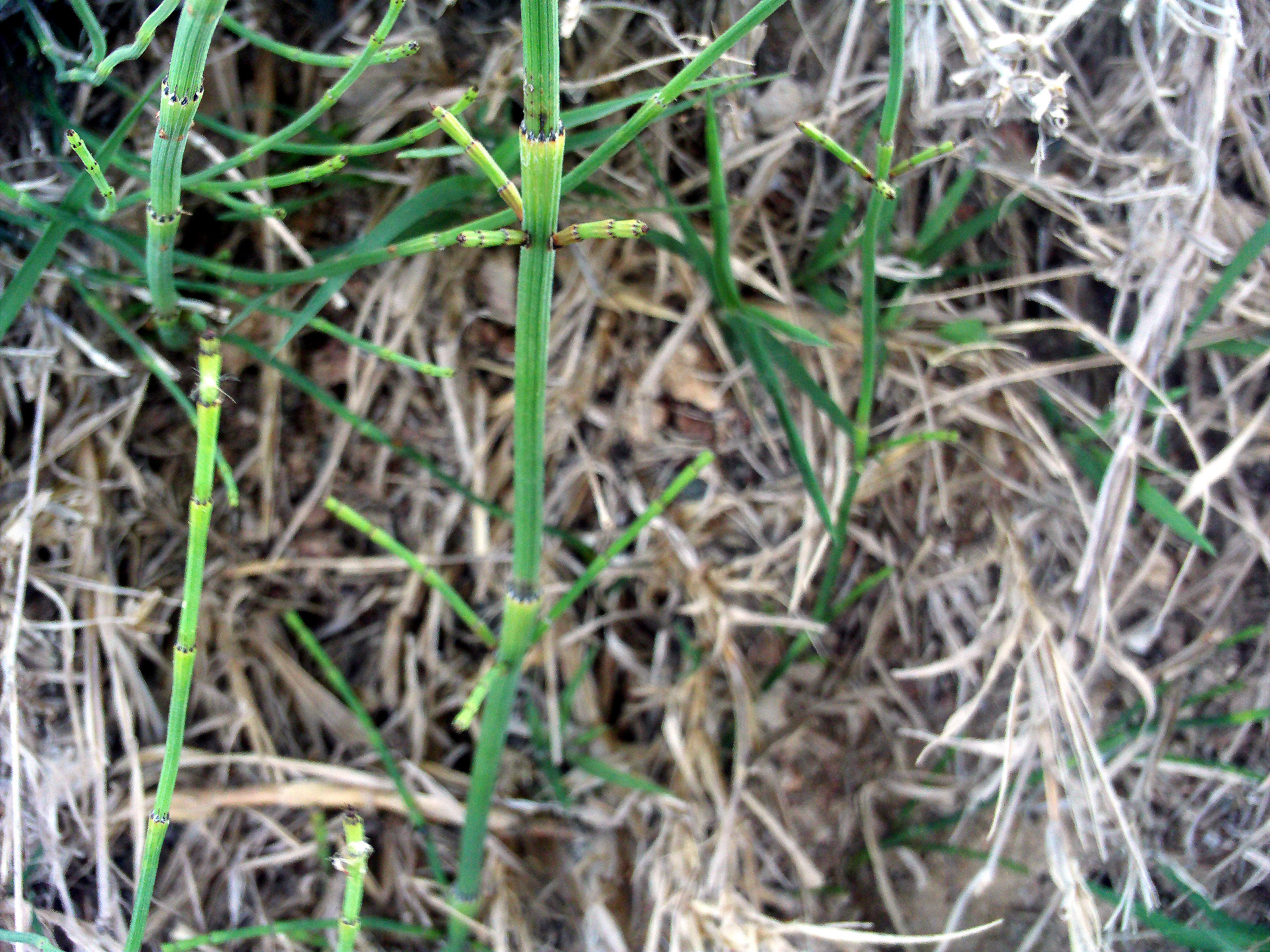
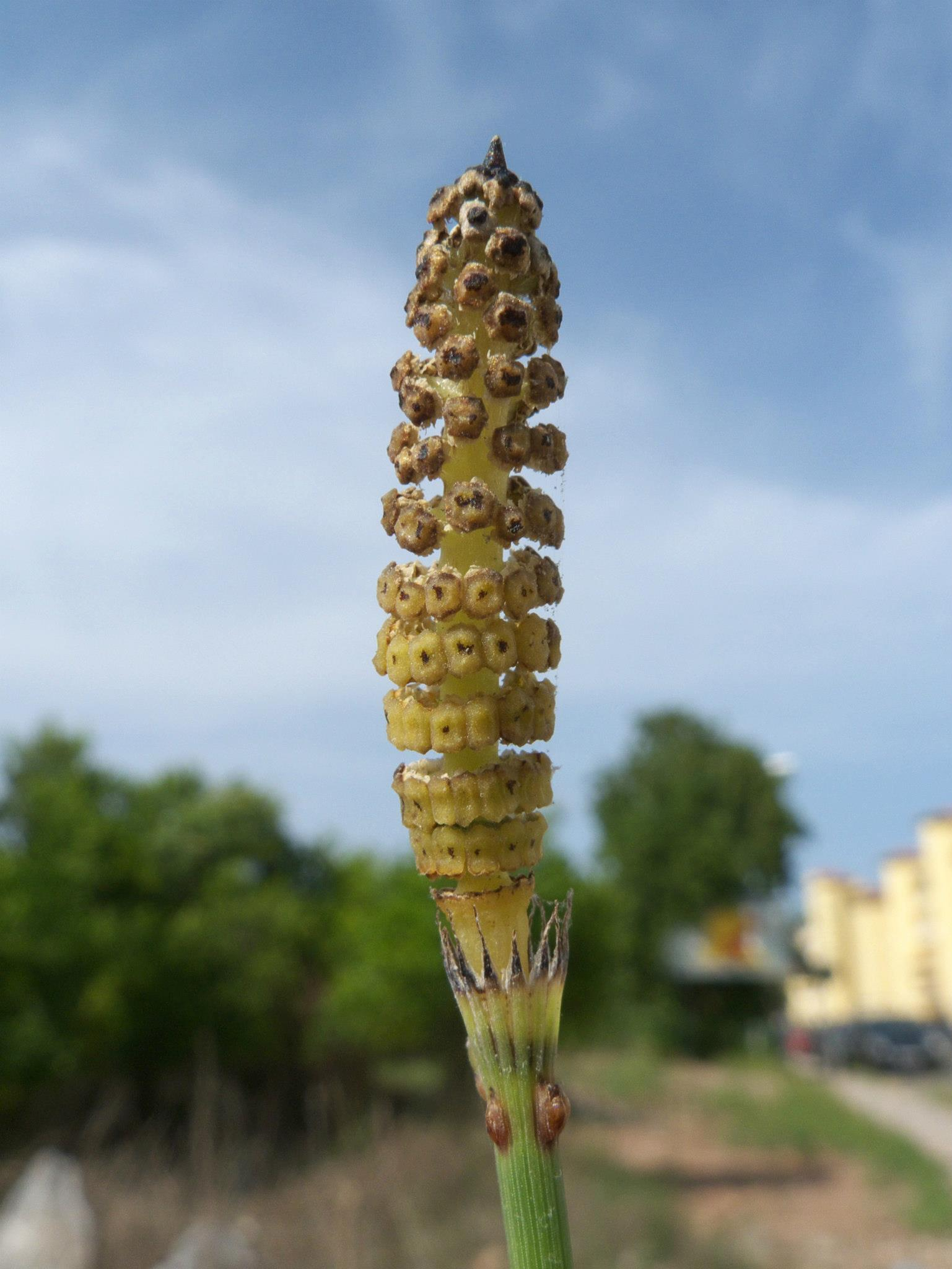